# オルト酢酸
オルト酢酸（オルトさくさん、英: Orthoacetic acid）またはエタン-1,1,1-トリオール（英: Ethane-1,1,1-triol）は化学式C2H6O3で表されるエタン骨格をもつオルト酸であり、仮説上の有機化合物である。
オルト酢酸は酢酸と水に容易に分解するため、単離は不可能と考えられている。計算化学により酢酸の水溶液中にごく短時間存在する可能性が報告されている。

## オルト酢酸アニオン
オルト酢酸の3つの水酸基は脱プロトン化し、CH3C(OH)2(O–) 、CH3C(OH)(O–)2、CH3C(O–)3 となる可能性がある。

## オルト酢酸エステル
オルト酢酸のエステルは安定な有機化合物が数多く存在している。代表的なものとしてオルト酢酸トリメチルやオルト酢酸トリエチルなどがあり、これらは市販されている。